# Albín Patlejch
Albín Patlejch (ur. 1928, zm. 2019) – czechosłowacki kierowca i konstruktor wyścigowy.

## Biografia
Karierę sportową rozpoczynał od startów w rajdach, w których uczestniczył m.in. Škodą 440. W sezonie 1973 zadebiutował w wyścigowym Pucharze Pokoju i Przyjaźni. Patlejch uczestniczył w klasie samochodów wyścigowych samochodem MTX 1107. Był to przerobiony przez Václava Pauera pojazd Formuły 3 Lucia, natomiast karoseria zrobiona z laminatów została wykonana przez Patlejcha i była podobna do pojazdów Formuły Škoda. Kierowca wygrał w 1973 roku dwa wyścigi i zdobył mistrzostwo. Od 1974 roku używał MTX 1-02. W tamtym roku kierowca wygrał jeden wyścig Pucharu Pokoju i Przyjaźni, ponadto zajął trzecie miejsce w końcowej klasyfikacji krajowej Formuły Easter. W sezonie 1975 zajął siódme miejsce w Pucharze Pokoju i Przyjaźni, a rok później szóste. W sezonie 1977 zbudował samochód Delta 1. Po 1977 roku zrezygnował ze startów i podjął pracę w Metalexie.

## Wyniki
| Legenda oznaczeń w tabelach wyników Wyświetl szablon na nowej stronie | Legenda oznaczeń w tabelach wyników Wyświetl szablon na nowej stronie                                                                     |
| Oznaczenie                                                            | Wyjaśnienie |
| --------------------------------------------------------------------- | --- |
| Złoty                                                                 | Zwycięzca lub mistrzostwo |
| Srebrny                                                               | 2. miejsce lub wicemistrzostwo |
| Brązowy                                                               | 3. miejsce lub II wicemistrzostwo |
| Zielony                                                               | Ukończył, punktował (w klasyfikacji generalnej, gdy zdobył co najmniej jeden punkt na przestrzeni sezonu, poza trzema powyższymi opcjami) |
| Niebieski                                                             | Ukończył, nie punktował (w klasyfikacji generalnej, gdy nie zdobył co najmniej jednego punktu na przestrzeni sezonu)                      |
| Czerwony                                                              | Nie zakwalifikował się (NZ) |
| Czerwony                                                              | Nie prekwalifikował się (NPK) |
| Różowy                                                                | Nie ukończył (NU) |
| Różowy                                                                | Niesklasyfikowany (NS) (w klasyfikacji generalnej, gdy nie został sklasyfikowany w żadnym wyścigu sezonu)                                 |
| Czarny                                                                | Zdyskwalifikowany (DK) |
| Czarny                                                                | Wykluczony (WYK/EX) |
| Biały                                                                 | Nie wystartował (NW) |
| Biały                                                                 | Kontuzjowany (K/INJ) |
| Biały                                                                 | Wyścig odwołany (OD/C) |
| Bez koloru                                                            | Został wycofany (WYC/WD) |
| Bez koloru                                                            | Nie przybył (NP/DNA) |
| Bez koloru                                                            | Nie brał udziału w treningach (NT/DNP) |
| Bez koloru                                                            | Nie został zgłoszony (–) |
| Pogrubienie                                                           | Start z pole position |
| Kursywa                                                               | Najszybsze okrążenie wyścigu |
| †                                                                     | Nie ukończył, ale jego rezultat został zaliczony ze względu na przejechanie więcej niż 90% dystansu wyścigu.                              |
| *                                                                     | Sezon w trakcie |
| 1/2/3                                                                 | Punktowana pozycja w sprincie kwalifikacyjnym                                                                                             |
| Lista systemów punktacji Formuły 1                                    | |

### Puchar Pokoju i Przyjaźni
| Rok  | Samochód | Silnik | Wyniki w poszczególnych eliminacjach | Wyniki w poszczególnych eliminacjach | Wyniki w poszczególnych eliminacjach | Wyniki w poszczególnych eliminacjach | Wyniki w poszczególnych eliminacjach | Pkt. | Msc. |
| ---- | -------- | ------ | ------------------------------------ | ------------------------------------ | ------------------------------------ | ------------------------------------ | ------------------------------------ | ---- | ---- |
| 1973 |          |        | Czechosłowacja                       |                                      |                                      |                                      |                                      | 185  | 1    |
| 1973 | MTX 1107 | Škoda  | 1                                    | NU                                   | 1                                    | 2                                    |                                      | 185  | 1    |
| 1974 |          |        |                                      | Czechosłowacja                       |                                      |                                      |                                      | ?    | ?    |
| 1974 | MTX 1-02 | Škoda  | NU                                   | 1                                    | -                                    | NU                                   |                                      | ?    | ?    |
| 1975 |          |        |                                      |                                      | Czechosłowacja                       |                                      |                                      | 81   | 7    |
| 1975 | MTX 1-02 | Łada   | 17                                   | 2                                    | 5                                    | 4                                    |                                      | 81   | 7    |
| 1976 |          |        |                                      |                                      | Czechosłowacja                       |                                      | Czechosłowacja                       | 158  | 6    |
| 1976 | MTX 1-02 | Łada   | 6                                    | 4                                    | 3                                    | 18                                   | 10                                   | 158  | 6    |
| 1977 |          |        |                                      |                                      | Czechosłowacja                       |                                      |                                      | 39   | 23   |
| 1977 | Delta 1  | Łada   | -                                    | 6                                    | -                                    | -                                    | -                                    | 39   | 23   |